# サンラヴィアン
株式会社サンラヴィアン（英: Sun Lavieen Co.,Ltd.）は、岡山県に本社を置く、日本の洋菓子メーカー。

## 概要
1953年、占部貞夫が広島県福山市に天啓鉄工所を創業。1963年、法人化。1968年、占部積（現業の創業者）が社長に就任。1980年より現社名。伸鉄業を廃業し食品業へ業態変更。翌1981年より、菓子の製造を開始。
現在は、岡山県浅口郡里庄町に本社を置き、同町に2つの工場を持つ。同社の商品 マロンケーキ、オレンジケーキ、チョコレートケーキはモンドセレクション特別金賞を受賞している他、モンドセレクションに入賞している商品も多い。
焼き菓子の他、シュークリーム、ロールケーキ、タルト、スフレ等の洋生菓子、いわゆるチルドデザートも製造していることで知られる。これらの製品は、主にスーパーやコンビニ、ドラッグストアなどで販売されている。

## 沿革
- 1953年 福山市に天啓鉄工所を創業
- 1963年 法人化